# Kelson
Kelson est une banlieue de la cité de Lower Hutt dans la région de Wellington, située dans le sud de l’Île du Nord de la Nouvelle-Zélande.

## Situation
La banlieue est située dans les collines de l’ouest de la  vallée de Huttt.
Vers l’ouest de la banlieue,se trouve le Parc régional de Belmont (en), alors qu’à l’ouest circule le  fleuve Hutt  et la State Highway 2 /S H 2 (en).

## Histoire

### Origine
Kelson tire son nom de George Kells, le colon  qui à l’origine était propriétaire des terres et de son fils Bill, qui dirigea sa subdivision, d’où le nom de Kelson.
Il fut annoncé en 1961 comme «la porte d’entrée d’une nouvelle banlieue».

### Développement
Durant les années 1960, la partie inférieure du secteur de Kelson fut construite.
Le développement résidentiel ne commença pas à une grande échelle avant environ 1973–1974, quand fut approuvé son lotissement donnant ses limites pour une extension dans les collines de l’ouest ,.
La population tripla  entre les annes 1971 et 1976, en en faisant ainsi la banlieue en croissance la plus rapide de la cité de Lower Hutt durant cette période

## Géographie
Kelson forme une partie des collines de l’ouest de la vallée de Hutt avec le fleuve Hutt situé vers l’est.
La banlieue est adjacente à la Speedys Reserve, au Kelson Bush, et le parc régional de Belmont (en).
- Speedys Reserve contient une  forêt de terres basses au sein  d’un pays de collines, avec diverses espèces de canopée.

Il est caractérisé par une forêt de Tawa avec de grands spécimens, et un nombre important d’espèces d’oiseaux.
- Kelson Bush est un exemple représentatif de basses terres relativement peu modifiées avec une forêt de mahoe (en), et aussi un grand nombre d’espèces d’oiseaux, incluant des kereru ou pigeons de Nouvelle-Zélande (en)[5].

## Éléments du paysage
- Le terrain de  jeux de Kelson Playground est situé sur Taieri Crescent derrière le Kelson Kindergarten et à côté de l’école de Kelson School[6].

Il fut ouvert enmai 1976 par John Kennedy-Good (en), le maire à cette époque-là de la cité de Lower Hutt.
Le terrain de jeux fut conçu et construit par le Western Hills Lions Club en association avec la Belmont Women's Organisation.
- Le Kelson Community Centre est situé sur  Timaru Grove  et son fonctionnement est assuré par la Kelson Community Association.

Après un don d’une famille locale de la section à la communauté, il fut construit et ouvert en mars 1986 avec une levée de fonds de la part de la communauté et l’assistance du conseil. Le centre accueille des réunions publiques, foires, des soirées quiz et bingo, des parties à l’occasion des anniversaires des enfants, des réunions de levés de fonds, assure des fonctions municipales, des engagements de partis, des groupes religieux, des groupes de théâtre et des soirées de jeux régulières ,.
- Le Discovery Elim Christian Centre est un centre de l’église pentecôtiste (en) localisé sur sir Major Drive. C’était à l’origine le Kelson Christian Centre, avec le premier service, qui se déroula au niveau de Kelson Community Centre en novembre 1996.

Comme la congrégation s’étendait, il déplaça ses  services vers Kelson School.
En conséquence dans le but de construire les installations actuellement utilisées, il fut mis en place  et commença à fonctionner le 11 février 2007.
Le nom fut changé en Discovery Christian Centre et adjoint au Centre d’apprentissage précoce qui fut ouvert en avril 2007.
Quelques années plus tard, l’église rejoignit le mouvement Elim, et tint leur service inaugural au niveau du Discovery Elim Christian Centre le 1er mai 2011.

## Démographie
La zone statistique de Kelson couvre 5,36 km2.
La localité a une population estimée de 3010 résidents en juin 2022 avec une densité de population de 562 personnes par km2.
Kelson avait une population de 2835 habitants lors du recensement de 2018 en Nouvelle-Zélande, en augmentation de 138 personnes (5,1 %) depuis le recensement de 2013, et une augmentation de 216 personnes (8,2 %) depuis le recensement de 2006.
Il y a 1.002 logements.
On note la présence de 1395 hommes et 1440 donnant un sexe-ratio de 0,97 homme pour une femme.
L’âge médian était de 36,2 ans (comparé avec les 37,4 ans au niveau national), avec 606 personnes (21,4 %) âgées de moins de 15 ans, 507 personnes (17,9 %) âgées de 15 à 29 ans, 1455 personnes (51,3 %) âgées de 30 à 64 ans, et 261 personnes (9,2 %) âgées de 65 ou plus.
L’ethnicité est pour 75,3 % européens/Pākehā, 9,5 % Māori, 5,0 % personnes originaires du Pacifique, 16,8 % d’origine asiatique, et 4,3 % d’une autre ethnicité (le total peut faire plus de 100 % dans la mesure où une personne peut s’identifier à de multiples ethnicités).
La proportion de personnes nées outre-mer est de 27,3 %, comparée avec les 27,1 % au niveau national.
Bien que certaines personnes objectent à donner leur religion, 45,0 % n’ont aucune religion, 39,0 % sont chrétiens, 5,1 % sont hindouistes, 0,7 % sont musulmans, 1,4 % sont bouddhistes et 2,8 % ont une autre religion.
Parmi ceux d’au moins 15 ans d’âge, 708 personnes (31,8 %) ont un niveau de licence ou un degré supérieur, et 219 personnes (9,8 %) n’ont aucune qualification formelle.
Les revenus médians sont de 46,800 $, à comparer avec les 31,800 $ au niveau national.
Le statut d’emploi de ceux d’au moins 15 ans d’âge, est pour 1380 personnes (61,9 %) : employées à plein temps, 333 personnes (14,9 %) sont employées à temps partiel et 57 personnes (2,6 %) sont sans emploi .

## Éducation
- Kelson Kindergarten est située sur Taieri Crescent, fournissant une éducation et des soins pour les enfants entre l’âge de 2 et 5 ans.

Le  jardin d’enfants a une licence pour jusqu’à 45 enfants. Il a pour origine le comité de Kelson formé en 1973 pour établir un jardin d’enfants dans le secteur.
Les travaux commencèrent immédiatement et le nom de Taieri Crescent fut décidé. L’appel d'offres eut lieu avant décembre 1974, et il fut en  usage dès 1975,.
Le jardin d’enfant fut étendu en 1982 pour inclure une zone d’activités pour les temps humides, payée uniquement par la levée de fonds locale .
- Située aussi au niveau de Taieri Crescent se trouve l’école de Kelson School, une école publique mixte, contribuant au primaire. Elle fut ouverte le 22 mai 1978  avec un effectif de 113 élèves[16].

En 2017, elle avait un effectif de 209 élèves et un taux de décile de 10.

## Services publics
Une station réputée de recyclage de la communauté, qui était au sommet de Kelson Hill fut fermée en  2021, quand le conseil de la cité de Hutt distribua  au niveau de chaque maison individuelle des conteneurs pour les déchets à recycler.